# Théophile Montcho
Théophile Montcho, né en 1950 et mort le 11 janvier 2017, ancien ministre dans le gouvernement Boni Yayi  et ancien président de la Fédération béninoise d'athlétisme, est une personnalité politique du Bénin.

## Biographie

### Origines et débuts
Théophile Montcho est né en 1950. Il est originaire de Possotomè dans le département du Mono et est ingénieur de formation.

## Carrière
Théophile Montcho est un ancien athlète. Il devient président de la Fédération béninoise d'athlétisme (FBA) en décembre 2008. Au sein du Gouvernement Boni Yayi, Montcho prends le portefeuille ministériel de la culture, de la jeunesse, des sports et du loisirs. En mars 2007, par décret présidentiel il assure l'intérim de Jocelyn Degbey alors ministre des mines, de l'énergie et de l'eau absent du territoire,.
Théophile Montcho décède le mercredi 11 janvier 2017.